# 东湖镇 (衡山县)
东湖镇，是中华人民共和国湖南省衡陽市衡山县下辖的一个乡镇级行政单位。2015年11月18日，东湖镇、马迹镇成建制合并设立东湖镇。

## 行政区划
东湖镇下辖以下地区：
立正社区、立新村、新路村、茶山村、严渡村、罗渡村、南溪村、石潭村、新林村、东湖村、园山村、天柱村、杏溪村、东风村、永明村、先锋村、珠山村、珠塘村、杉木桥村和坪田丘村。